# Bernardino Molinari

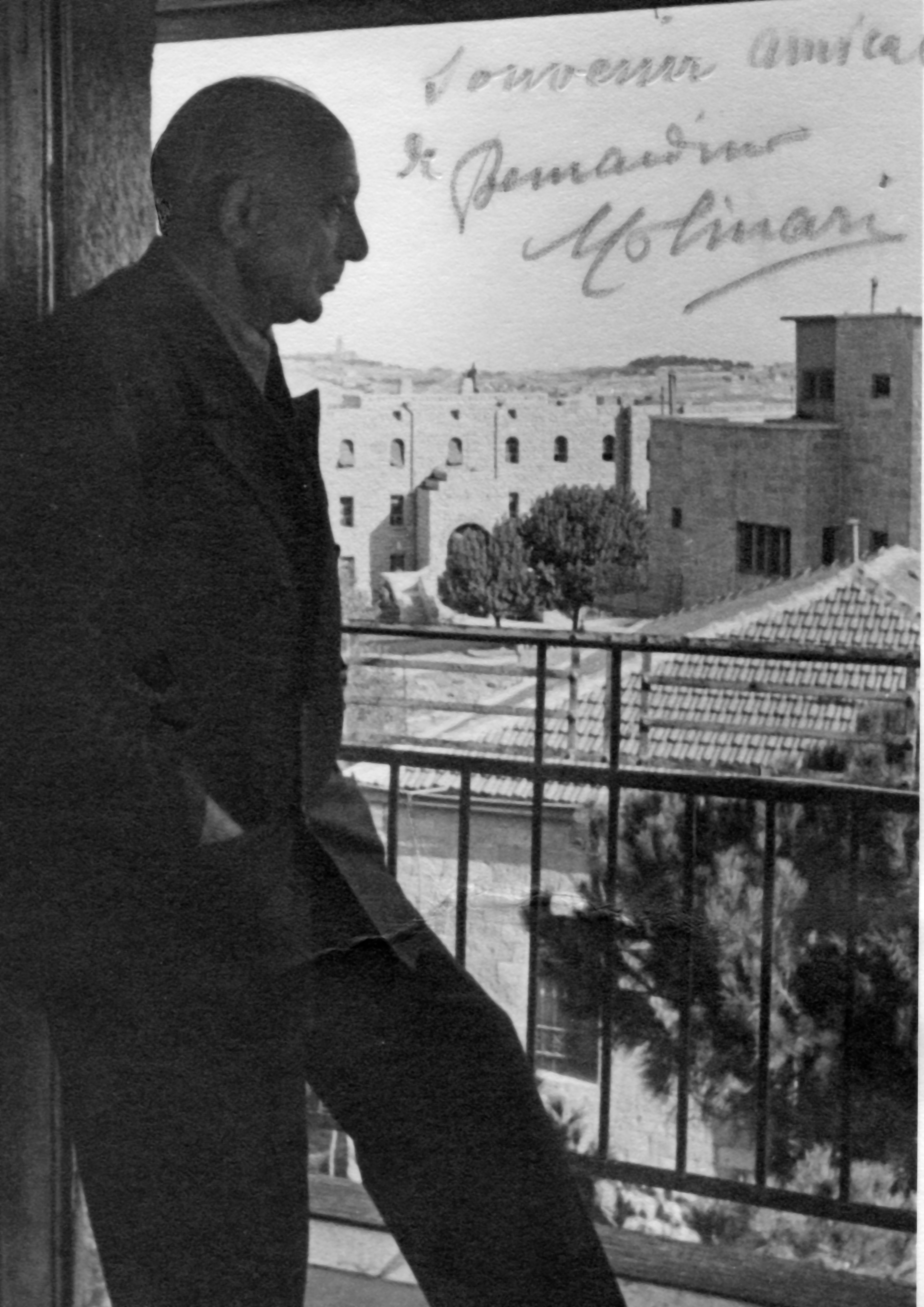
Molinari in Jerusalem, 1945

Bernardino Molinari (* 11. April 1880 in Rom; † 25. Dezember 1952 ebenda) war ein italienischer Dirigent.

## Leben
Molinari studierte an der Accademia Nazionale di Santa Cecilia bei Remigio Renzi und Stanislao Falchi.
1912 wurde er zum künstlerischen Leiter des Orchestra di Teatro Augusteo (heute: Orchestra dell’Accademia Nazionale di Santa Cecilia) ernannt. 1936 konnte er an der Accademia eine Stelle für Ausbildungskurse für Orchesterleitung etablieren, die 1939 mit Unterstützung von Benito Mussolini in eine Professur umgewandelt wurde. Zu seinen Schülern gehörten Gianandrea Gavazzeni, Carlo Maria Giulini, Francesco Molinari-Pradelli, Antonio Pedrotti, Goffredo Petrassi und Renzo Rossellini. Er blieb an der Accademia als Hochschullehrer und Orchesterleiter bis zur Befreiung Roms durch die alliierten Truppen im Juni 1944 tätig, wurde danach aber wegen seiner Verbindungen zum faschistischen Regime in der Öffentlichkeit angefochten.
1945 reiste Molinari nach Palästina aus, wo er das Palestine Orchestra (heute: Israel Philharmonic Orchestra) leitete und dessen künstlerischer Berater wurde. Sein Arrangement der israelischen Nationalhymne haTikwa ist dasjenige, das üblicherweise bei offiziellen Anlässen gespielt wird.

## Uraufführungen
- Ottorino Respighi: Antiche danze ed arie, 1. Suite, Teatro de Augusteo, Rom, Dezember 1917
- Ottorino Respighi: Pini di Roma, Teatro de Augusteo, Rom, 4. Dezember 1924
- Josef Tal: Exodus, Tel Aviv, 15. Dezember 1947.